# Église Saint-Omer de Quaëdypre
Pour les articles homonymes, voir Église Saint-Omer.
L'église Saint-Omer est une église catholique située à Quaëdypre, en France.

## Localisation
L'église est située dans le département français du Nord, sur la commune de Quaëdypre.

## Historique
L'édifice est classé au titre des monuments historiques en 1983.